# 페잔

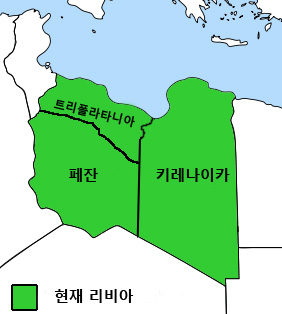
페잔의 위치

프랑스의 점령 시기에 사용된 페잔의 기

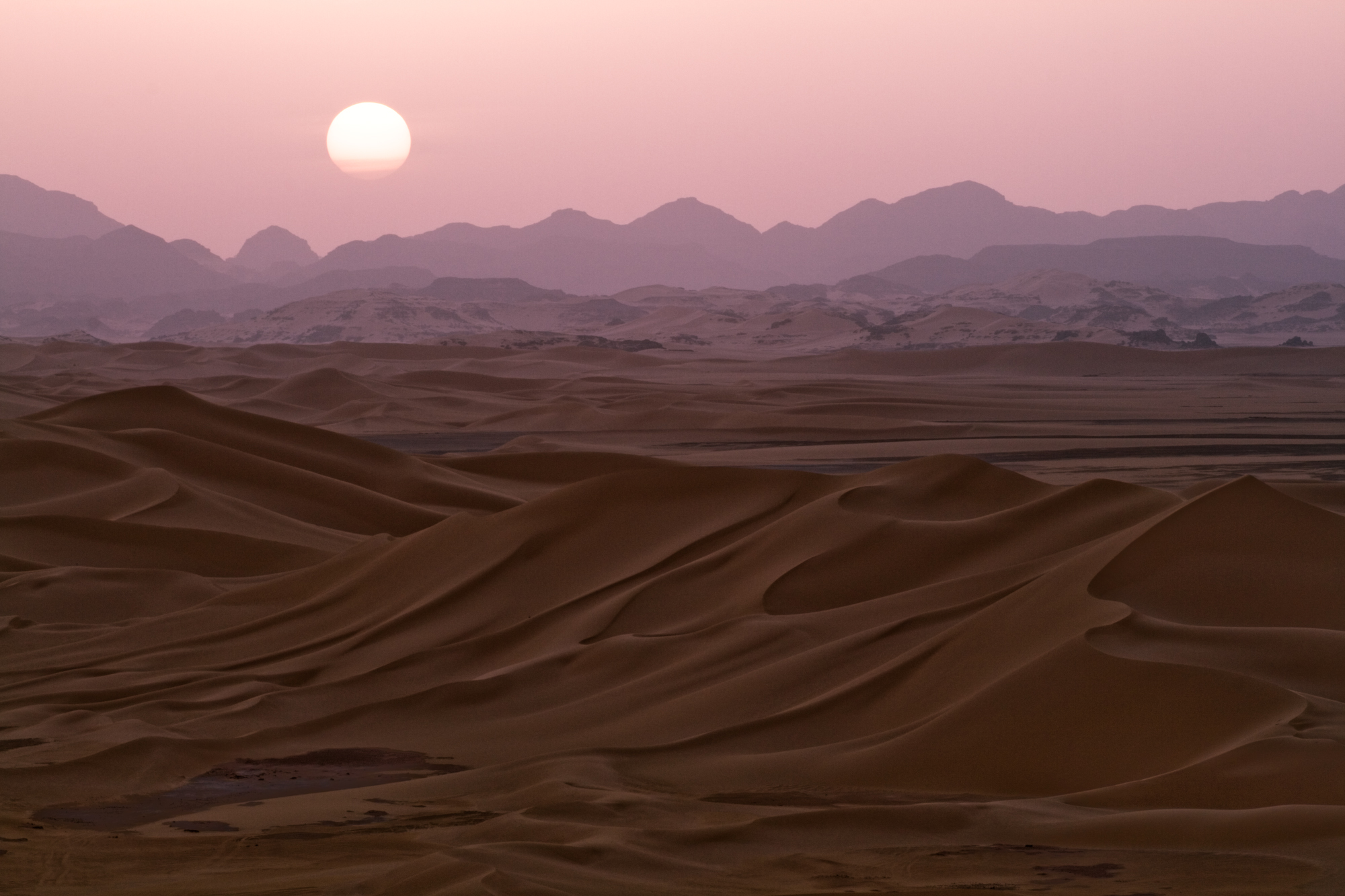
사막 풍경

페잔(아랍어: فزان, Fezzan)은 리비아 남서부에 위치한 역사적인 지역으로, 중심 도시는 세바이며 서쪽으로는 알제리, 남쪽으로는 니제르, 차드와 접한다.
기원전 5세기 무렵부터 5세기 무렵까지 가라만테스인의 지배를 받았으며 카르타고와 로마 제국, 사헬(서아프리카)과 중앙아프리카 사이에서 벌인 사하라 무역의 경로가 되었고 오아시스에는 도시 국가가 발전했다. 로마 제국의 멸망과 기후 변화로 인한 사막화로 인해 중세 시대 페잔의 이미지는 쇠퇴했다. 13세기부터 14세기까지 카넴 제국의 지배를 받았고 나중에는 오스만 제국의 지배를 받게 된다.
1911년 이탈리아-투르크 전쟁 때 리비아가 이탈리아에 점령되면서 식민지가 되었지만 베르베르인과 아랍인의 지지를 받은 사누시와 이탈리아의 싸움은 계속되었고 1923년 이탈리아 본토에서 파시스트당이 정권을 장악할 때까지 이탈리아는 리비아의 지배 능력을 확립할 수 없었다.
제2차 세계 대전 이전까지 투아레그족은 이탈리아에 복속되어 있었으며 북아프리카 전역에서 이탈리아군과 함께 싸웠다. 1943년 1월 16일 자유 프랑스 군대가 무르주크를 점령하면서 프랑스의 지배를 받기도 했지만 1951년 프랑스군이 철수하였고 리비아 왕국에 편입된다.

## 같이 보기
- 프랑스의 식민지 목록